# رضا آریان‌پور
رضا آریان‌پور سیاستمدار ایرانی است. وی موفق شد در یازدهمین انتخابات مجلس شورای اسلامی که در تاریخ ۲ اسفند ۱۳۹۸ برگزار شد، با کسب ۴۲ هزار و ۹۴۷ رای از مجموع ۱۴۱ هزار و ۳۲۲ رای ماخوذه، از حوزه انتخابیه مینودشت، کلاله و مراوه‌تپه از استان گلستان انتخاب گردد و به مجلس راه یابد.